# Häljeröd
Häljeröd is een plaats in de gemeente Kungälv in het landschap Bohuslän en de provincie Västra Götalands län in Zweden. De plaats heeft 128 inwoners (2005) en een oppervlakte van 29 hectare.